# Schlierbach (Sankt Vith)
Schlierbach ist ein Dorf in der Deutschsprachigen Gemeinschaft in Belgien und Ortsteil der Stadtgemeinde Sankt Vith. Der Ort zählt 119 Einwohner (Angabe Stand 31. Dezember 2015).
Schlierbach liegt in der belgischen Eifel, rund sechs Kilometer östlich der Kernstadt Sankt Vith am Rande des Ourgrundes, durch den die Our fließt. Zusammen mit den anderen fünf Dörfern des Ourgrundes gehört es zur Pfarre Mackenbach. Im Wald nördlich von Schlierbach befindet sich der unter Denkmalschutz stehende Antoniusbaum, an dessen Stamm ein Kreuz und ein kleines Antoniuskapellchen befestigt sind.

## Geschichte
Vor 1977 wurde Schlierbach durch die Gemeinde Lommersweiler verwaltet. Mit der belgischen Gemeindereform ging es in der neuen Großgemeinde Sankt Vith auf.